# Четвёртый президентский срок Нурсултана Назарбаева
Четвёртый президентский срок Нурсултана Назарбаева продолжался с 8 апреля 2011 года по 28 апреля 2015 года.

## Победа на выборах и четвёртая инаугурация

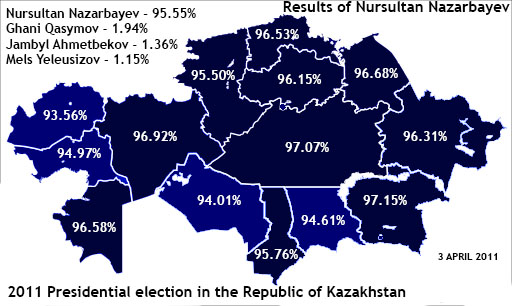
Результаты президентских выборов в Казахстане 2011 года

3 апреля 2011 года в Казахстане состоялись досрочные президентские выборы, на которых Нурсултан Назарбаев был переизбран на четвёртый срок, набрав 95,5 % голосов избирателей. Четвёртая инаугурация президента состоялась 8 апреля 2011 года во Дворце Независимости в Астане.

## Протесты в Мангистауской области
16 декабря 2011 года в Мангистауской области на юго-западе Казахстана произошли массовые протесты работников нефтяных компаний, которые требовали увеличения заработной платы. В городе Жанаозен во время празднования 20-летия независимости Казахстана произошли столкновения протестующих с правоохранительными органами. Сотрудники открыли огонь, в результате чего по меньшей мере 15 безоружных мирных жителей были убиты и почти 100 ранены. Президент Назарбаев отреагировал на эти события. Он выступил с обращением к народу, в котором он сообщил о введении режима чрезвычайного положения в Жанаозене и создании государственной комиссии для расследования данного инцидента. Он подчеркнул, что виновные будут привлечены к ответственности и о поддержке пострадавших, восстановления порядка и стабильности в регионе.

## Массовые убийства
Массовое убийство на погранпосту «Арканкерген»
Массовое убийство в Иле-Алатауском национальном парке

## Стратегия и движение «Казахстан 2050»
6 декабря 2012 года Назарбаев инициировал программу «Казахстан 2050д», направленную на вхождение страны в число 30 наиболее развитых стран мира. Стратегия предусматривала модернизацию экономики, развитие человеческого капитала и укрепление государственного управления; и инициировала создание одноимённого движения.

## Авиакатастрофы
Катастрофа Ан-72 под Шымкентом
Катастрофа CRJ-200 под Алма-Атой